# Будзар Марина Михайлівна
Будзар Марина Михайлівна (нар. 24 серпня 1962, м. Пирятині Полтавської області) — український педагог, вчений у галузі історії України, доцент кафедри історії України Київського університету імені Бориса Грінченка.

## Життєпис
Народилася 24 серпня 1962 р. у м. Пирятині Полтавської області.
З 1967 р. мешкала у м. Прилуки Чернігівської області. 1984 року закінчила Одеський національний університет ім. І. І. Мечникова зі спеціальності «російська мова та література». Упродовж 1984—1985 рр. працювала у Балтському педагогічному училищі Одеської області.
З 1985 р. до 2005 р. працювала у Прилуцькому педагогічному училищі імені І. Франка (Чернігівська область), тепер — Прилуцький гуманітарно-педагогічний коледж. Обіймала посади: упродовж 1985—1992 рр. — викладач російської мови та літератури, дитячої літератури, 1993—2001 рр. — викладач, старший викладач зарубіжної літератури, світової художньої культури, української та світової культури, культурології.
1997 року закінчила Національну академію образотворчого мистецтва та архітектури (м. Київ) зі спеціальності 7.020504 — мистецтвознавство. Протягом 2005—2014 рр. працювала у РВНЗ «Кримський гуманітарний університет» (АР Крим, м. Ялта) на посадах асистента (2005—2007 рр.) й старшого викладача кафедри образотворчого мистецтва, методики викладання та дизайну 2008—2010 рр., доцента кафедри історії, правознавства і методики викладання (2010—2014).
2006 р. закінчила аспірантуру Ніжинського державного університету імені Миколи Гоголя зі спеціальності «теорія та історія культури», напрям досліджень — історичні науки. 2010 року отримала науковий ступінь кандидата історичних наук зі спеціальності 26.00.01 — теорія та історія культури. Тема дисертації: «Дворянська сільська садиба Лівобережної України XIX ст.: типологія та еволюція культурних форм». 2012 р. отримала вчене звання доцента. З 2014 р. працює на посаді доцента кафедри історії України Київського університету імені Бориса Грінченка. Є відповідальним секретарем наукового видання «Київські історичні студії».
Протягом 2017—2019 рр. підготувала переможців ІІ туру Всеукраїнського конкурсу студентських наукових робіт зі спеціальності «Історія та археологія».
У рецензії О. Л. Іванюк на публікацію Мариною Будзар та Євгеном Ковальовим збірки з 32-х листів за 1858 р. Г. Ґалаґана до його дружини Катерини Василівни, уродженої Кочубей, у яких він розмірковував щодо перспектив скасування кріпацтва, зазначається:
| | Тексти листів супроводжуються коментарями й довідковим апаратом. Тут наведено відомості про численних осіб, згаданих у листуванні, а також про політичні, соціальні та культурні реалії, відбиті у цьому епістолярному комплексі. Загалом коментарі добре контекстуалізують листи, відтворюючи життєвий світ їх автора – коло його спілкування, суспільні та приватні інтереси тощо. Тому доволі влучно впорядники назвали цю частину своєї публікації «Григорій Ґалаґан у мережі соціокультурних зв’язків» |
| — О. Л. Іванюк, Іванюк О.Л. "Я маю намір з моїх листів до тебе зробити свій журнал…": Листи Григорія Ґалаґана до дружини / О.Л. Іванюк // Український історичний журнал. — 2017. — № 4. — С. 199. — Режим доступу: http://dspace.nbuv.gov.ua/xmlui/bitstream/handle/123456789/130814/15-Ivaniuk.pdf?sequence=1 | |

## Наукові публікації
Автор понад 50 публікацій, зокрема 3 монографій, 2 археографічних збірок, 1 навчально-методичного посібника.
Монографії та археографічні видання:
- Будзар М., Филатова Г. Дворянские имения Ялты XIX — начала XX веков: монография. — СПб. : Изд-во Г. Минаков, 2014. 400 с.
- Будзар М. Дворянська спільнота Лівобережної України 1-ї половини XIX ст. в ego-документах з архіву Ґалаґанів // Історичні джерела в українському інформаційному й освітньому просторі: верифікація та інтерпретація: монографія / Наук. ред. д. і. н., проф. О. КрО. Салати. — Вінниця, ТОВ «ТВОРИ», 2018. С,128—158.
- «Ми виїхали з Сокиринців…»: тревелоги родини Ґалаґанів: документальна монографія / упорядники: М. Будзар, Є. Ковальов; за редакцією д. і. н., професора І. Колесник. К. : StreamArLine, 2019. 516 с. (З «Ґалаґанівського архіву»).
- Я маю намір з моїх листів до тебе зробити свій журнал…": листи Григорія Ґалаґана до дружини / упорядники: М. Будзар, Є. Ковальов; за редакцією д.і.н., професора І. Колесник. К., 2017. 136 с.
- Сенаторська ревізія Київської та Чернігівської губерній: зі щоденника О. О. Половцова (жовтень 1880 — травень 1881) / упоряд.: М. Будзар, Є. Ковальов, Д. Терещенко. К., 2019. 208 с.
- Григорій Ґалаґан. Журнал (1836—1841) / упорядкування, вступна та прикінцева статті, коментарі: М. Будзар, Є. Ковальов; за редакцією д.і.н., проф. І. Колесник. К., 2020. 248 с.

## Громадська діяльність
Брала участь у заходах, де обговорювалися наслідки окупації Криму Російською Федерацією 2014 року.
З 2016 р. бере участь у роботі неурядової організації кримських правозахисників і журналістів «Кримська правозахисна група [Архівовано 17 червня 2020 у Wayback Machine.]» (координатор Ольга Скрипник), ініціює зустрічі студентів з її експертами, обговорюючи питання суспільно-політичної ситуації в Криму.